# Franz Ulrich Theodor Aepinus

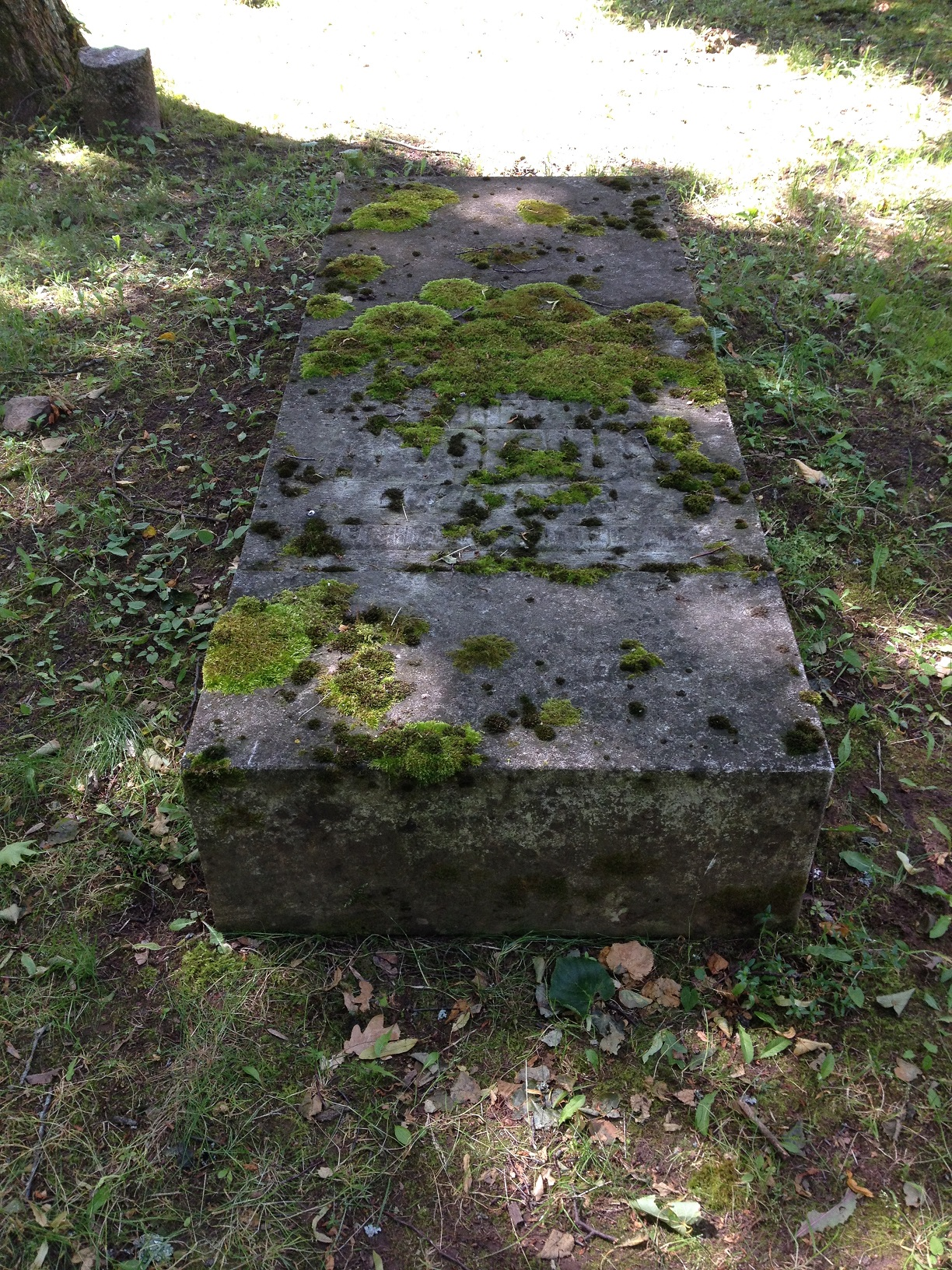
Grabstein auf dem Friedhof Raadi in Tartu (Dorpat)

Franz Ulrich Theodor Aepinus, auch Franciscus Ulricus Theodosi(us)us, auch Äpinus, Epinus oder Hoch, Hoeck, Huck (* wahrscheinlich im Dezember 1724 in Rostock; † 22. August 1802 in Dorpat) war ein deutscher Astronom, Mathematiker, Physiker und Naturphilosoph. Er gilt als Entdecker der Pyroelektrizität.

## Leben
Franz Ulrich Theodor Aepinus entstammte einer gelehrten Familie. Ein Vorfahre, Johannes Aepinus (1499–1553), war einer der führenden Theologen der Reformation und der erste, der den Familiennamen Hoch oder Huck gräzisierte. Der Vater, Franz Albert Aepinus (1673–1750), war Professor der Theologie an der Universität Rostock.
Aepinus studierte Medizin und Mathematik an den Universitäten Jena und Rostock. 1747 machte er seinen Magister mit einer Dissertation über die Bahnen fallender Körper. Von 1747 bis 1755 lehrte Aepinus als Privatdozent Mathematik, Physik und Astronomie und verfasste Arbeiten über Elektrizität, Magnetismus und den Bau physikalischer und astronomischer Instrumente. Während dieser Zeit beschäftigte er sich eingehend mit mathematischen Problemen, wie algebraischen Gleichungen, der Lösung partieller Differentialgleichungen und negativen Zahlen. In Rostock wurde Aepinus mit astronomischen Beobachtungstechniken vertraut und beobachtete z. B. die Merkurdurchgänge vor der Sonne vom 6. Mai und 11. November 1753.
1755 wurde Aepinus zum Direktor der Berliner Sternwarte berufen, wo er die Bekanntschaft mit dem Mathematiker Leonhard Euler machte und bei dem er während der zwei Jahre seines Aufenthalts in der preußischen Hauptstadt auch lebte. Aepinus wurde 1755 ordentliches Mitglied und 1757 auswärtiges Mitglied der Preußischen Akademie der Wissenschaften.
Obwohl er Direktor des Observatoriums war, machte er keine wesentlichen astronomischen Untersuchungen. Allerdings entstanden hier seine wichtigsten wissenschaftlichen Arbeiten. Sein aus Wismar stammender Schüler Johan Carl Wilcke machte ihn auf Probleme der Elektrizität aufmerksam. Wilcke selbst arbeitete an seiner Dissertation über die Eigenschaften der Turmalin-Minerale und erkannte die piezoelektrischen Eigenschaften des Materials. Aepinus untersuchte die Änderung der Polarisation von Turmalin und anderen Kristallen bei einer Änderung der Temperatur (pyroelektrischer Effekt). Dabei fand er, dass die elektrischen Eigenschaften des Kristalls ähnlich den magnetischen waren. Er schloss, dass Elektrizität und Magnetismus den gleichen Ursprung haben müssten. 1759 verfasste er darüber das Werk Tentamen theoriae electricitatis et magnetismi (Versuch einer Theorie der Elektrizität und des Magnetismus).
Für die Wissenschaftsgeschichte wurde seine Arbeit „Ueber den Bau der Mondfläche, und den vulcanischen Ursprung ihrer Ungleichheiten“ aus dem Jahre 1781 von großer Bedeutung, in der er die Oberflächenformationen des Mondes auf Vulkanausbrüche, ähnlichen denen auf der Erde, zurückführt.
Aepinus ließ sich 1757 als Mitglied der Kaiserlichen Akademie der Wissenschaften in Sankt Petersburg nieder und wurde dort Professor der Physik. Er stand bei Kaiserin Katharina II. in hohem Ansehen, so dass sie ihm auch die Erziehung ihres Sohnes Paul I. anvertraute. Er versuchte vergeblich, das enge Vertrauen der Zarin zu nutzen, um im Russischen Reich ein System von Regelschulen zu etablieren.
1785 wurde er zum auswärtigen Mitglied der Akademie der Wissenschaften zu Göttingen gewählt.
Russische Wissenschaftler, insbesondere Michail Wassiljewitsch Lomonossow lehnten die Theorien von Aepinus allerdings ab, wohl auch aus persönlichen Gründen, hatte der Deutsche doch bei Hofe sehr schnell Karriere gemacht. 1798 zog sich Aepinus ins Privatleben zurück.
Der Mondkrater Aepinus wurde nach ihm benannt.